# Legione Garibaldina
La Legione garibaldina (nome ufficiale 4e régiment de marche du 1er étranger) è stata un'unità della Legione straniera francese, composta interamente da cittadini italiani volontari, che combatté in Francia nella prima guerra mondiale contro i tedeschi prima dell'ingresso in guerra dell'Italia.

## Storia

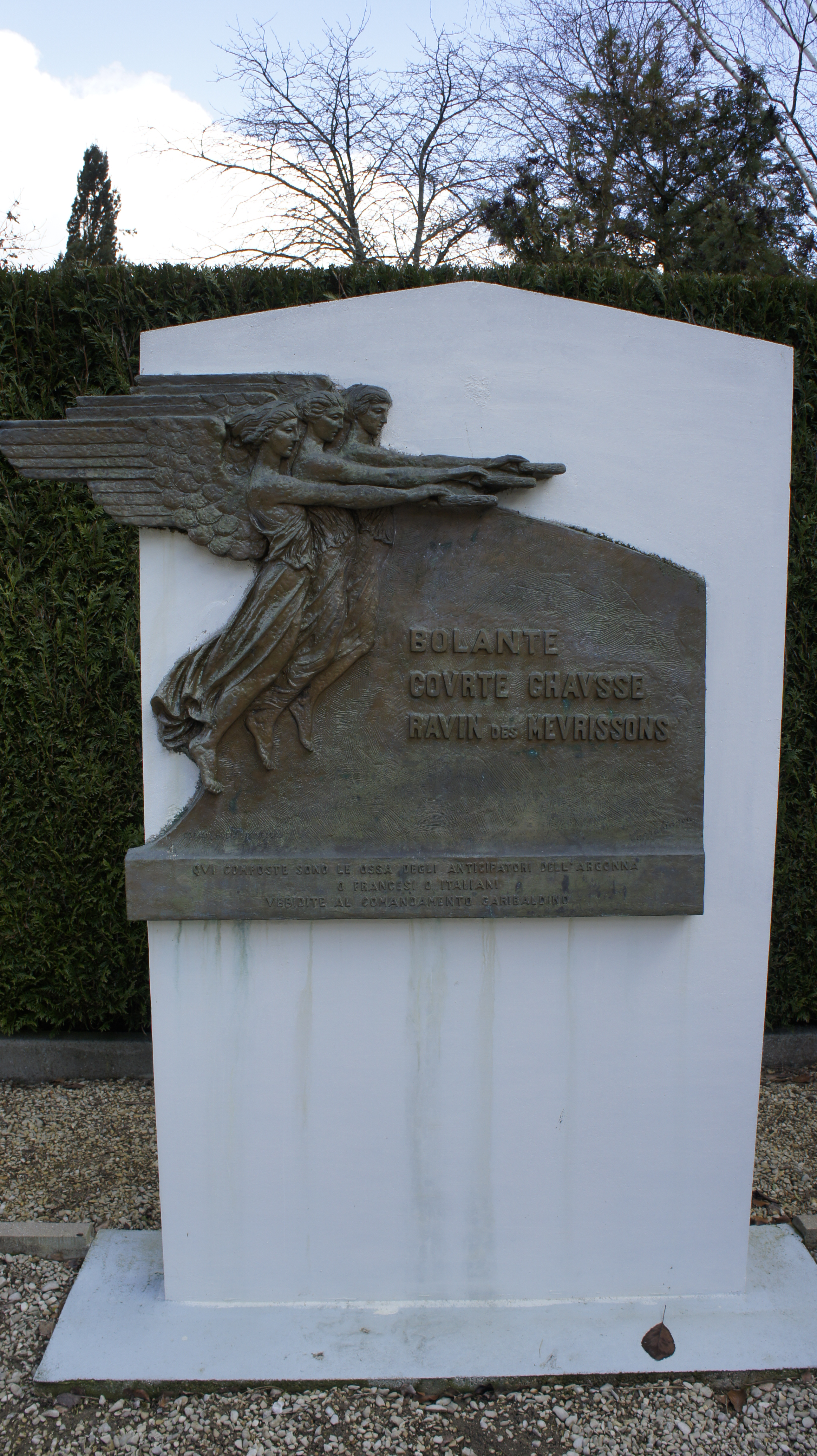
Monumento alla Legione Garibaldina al cimiitero militare italiano di Bligny

Con lo scoppio della prima guerra mondiale, stante la non belligeranza dell'Italia, Peppino Garibaldi (nipote dell'Eroe dei Due Mondi), nell'autunno del 1914 si recò a Parigi e creò una Legione Garibaldina di volontari che doveva battersi in favore della Francia; alla Legione aderì con entusiasmo la gioventù italiana soprattutto repubblicana; ne fecero parte anche veterani delle precedenti campagne di Grecia e del Sudafrica, mazziniani e sindacalisti. Tra i volontari vi erano anche diversi anarchici, tra i quali: Gino Coletti (futuro segretario e promotore dell'ANAI, cioè dell'Associazione Nazionale Arditi d'Italia), Agostino Masetti, Domenico Pezzi, Agostino Panzavolta, Mario Perati, Antonio Moroni.

### Formazione
Il corpo dei volontari italiani era formato da 57 ufficiali e da circa 2.114 unità tra sottufficiali e uomini di truppa e aveva in dotazione 184 tra cavalli e muli. La metà degli uomini erano emigrati italiani residenti in Francia; fu incorporato nel IV Reggimento di marcia del 1º Reggimento della Legione straniera con la tipica divisa dei legionari, ma con la camicia rossa dei garibaldini sotto la giacca.
La Legione fu addestrata sommariamente a Montelimar, Nîmes e a Montboucher e poi trasferita l'11 novembre a Mailly, dove il tenente colonnello Peppino Garibaldi ne assunse formalmente il comando.

### I combattimenti

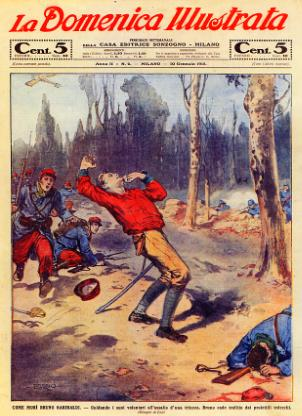
La morte del sottotenente Bruno Garibaldi

Impiegata sul fronte delle Argonne in imprese arrischiate e in assalti alla baionetta, la Legione il 26 dicembre 1914 combatté a Belle Étoile, nei pressi di Bois de Bolante, una sanguinosa battaglia da cui i volontari uscirono vittoriosi. Qui perse la vita però un fratello di Peppino, Bruno (1889-1914).
La seconda battaglia della Legione nelle Argonne avvenne il 5 gennaio 1915 a Four-de-Paris, dove subì gravi perdite, tra cui un altro fratello di Peppino, Costante (1892-1915). La Legione Garibaldina contò 300 morti, 400 feriti e un migliaio di ammalati. 
Oltre ai già accennati nipoti di Giuseppe Garibaldi tra gli ufficiali caduti il 26 dicembre 1914 si ricordano il tenente Lamberto Duranti da Ancona, caduto a Courtes Chausses (Lachalade nel dipartimento della Mosa), il tenente Gregorio Trombetta da Milano, ucciso a Bois de Bolante (Lachalade), il sottotenente Paolo Muracciole da Gatti di Vivario, morto nei pressi di Le Claon (Lachalade), il sottotenente Marino Pasquale, morto a Bois de Bolante. 

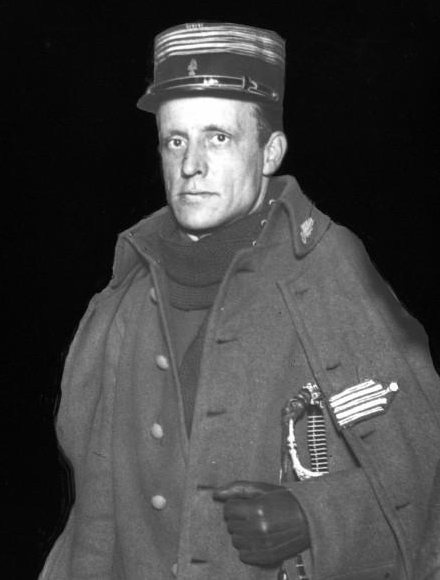
Il comandante Peppino Garibaldi in divisa del reggimento

Tra i garibaldini feriti vi furono Giuseppe Chiostergi di Senigallia, poi eletto deputato nel primo parlamento della Repubblica Italiana, e Achille Malcovati di Pavia.
Lazzaro Ponticelli, immigrato italiano in Francia, divenne negli anni '30 cittadino francese ed è ricordato in Francia come "le dernier Poilu", l'ultimo dei veterani. Curzio Malaparte vi si arruolò a 16 anni.
Altri due fratelli di Peppino combatterono nelle Argonne, Sante ed Ezio (il primo poi antifascista, il secondo dal 1929 fu deputato fascista).

### Scioglimento
Il 7 maggio 1915 la Legione, data la mobilitazione generale in Italia per l'entrata in guerra, venne disciolta e il IV Reggimento di marcia fu ricondotto agli acquartieramenti di Avignone. A tutti i legionari fu consentito di ritornare in Italia per combattere contro gli austriaci, come essi volevano.